# IC 3814
IC 3814 је спирална галаксија у сазвјежђу Береникина коса која се налази на листи објеката дубоког неба у Индекс каталогу.
Деклинација објекта је + 20° 3' 0" а ректасцензија 12h 49m 32,2s. Привидна величина (магнитуда) објекта IC 3814 износи 15,7 а фотографска магнитуда 16,5.